# Orbiquet
Der Orbiquet ist ein Fluss in Frankreich, der im Département Calvados in der Region Normandie verläuft. Er entspringt im Gemeindegebiet von La Folletière-Abenon, wo die obersten 800 Meter fallweise unterirdisch verlaufen und das Wasser dann erst in einer Karstquelle ans Tageslicht tritt. Der Orbiquet entwässert generell in nordwestlicher Richtung durch die Naturlandschaft des Pays d’Auge und mündet nach rund 30 Kilometern im Stadtgebiet von Lisieux als rechter Nebenfluss in die Touques. Ein zweiter Mündungsarm erreicht die Touques bereits etwa 300 Meter weiter flussaufwärts.

## Orte am Fluss
(Reihenfolge in Fließrichtung)
- La Folletière-Abenon
- Orbec
- Saint-Martin-de-Bienfaite, Gemeinde Saint-Martin-de-Bienfaite-la-Cressonnière
- La Chapelle-Yvon
- Le Mesnil-Guillaume
- Glos
- Beuvillers
- Lisieux